# 郑坑乡
郑坑乡，是中华人民共和国浙江省丽水市景宁畲族自治县下辖的一个乡镇级行政单位。

## 行政区划
郑坑乡下辖以下地区：
郑坑村、柳山村、吴布村、张坑下村和羊角岗村。